# Štola č. 1 (Jáchymov)

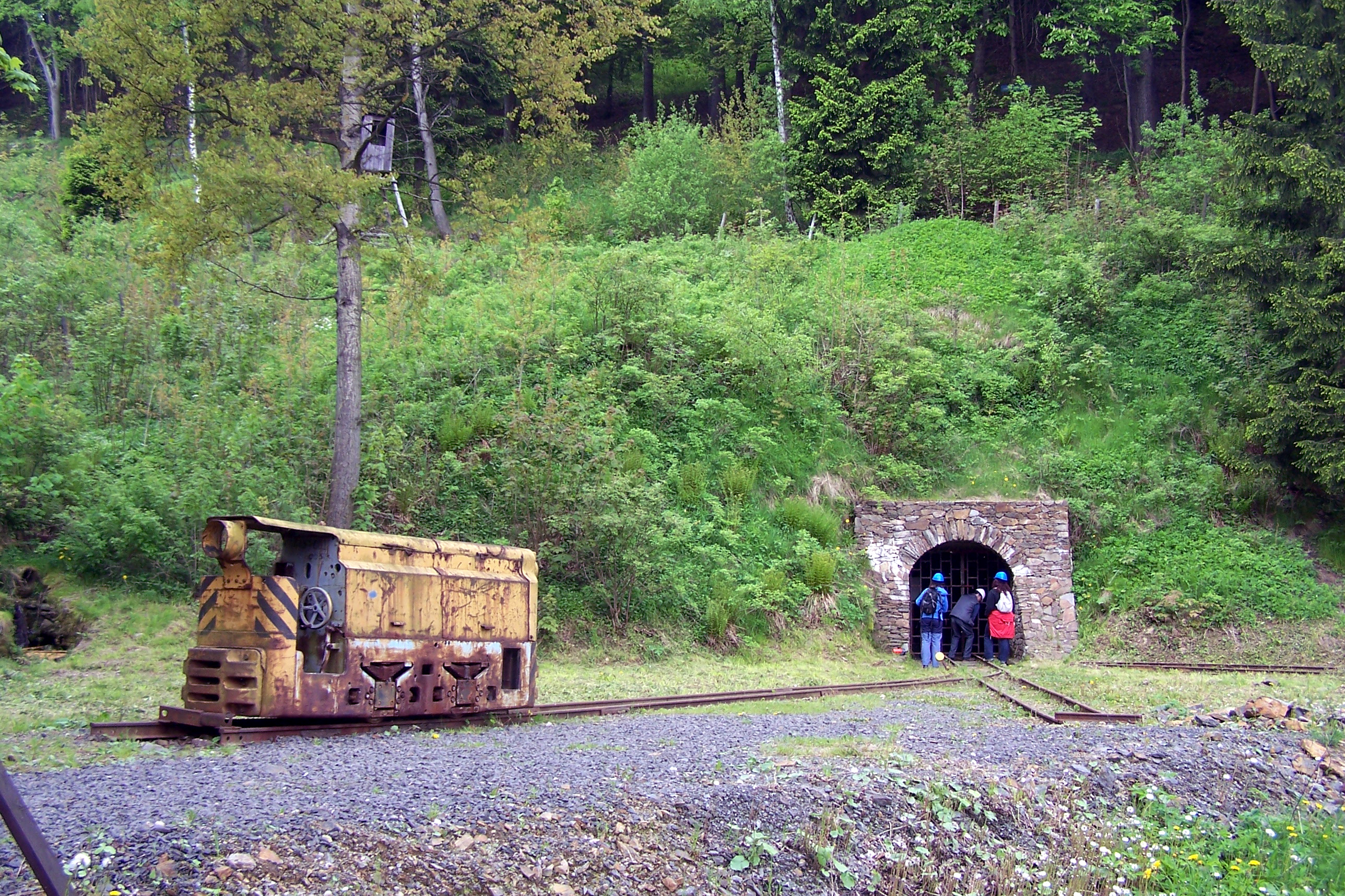
Vstup do štoly č. 1

Štola č. 1 se nachází přibližně 150 metrů od Dolu Svornost směrem z Jáchymova. Štola byla vyražena roku 1952 v těžebním poli Svornosti o délce 260 metrů, měla ověřit výskyt uranového zrudnění. Na vzniku štoly se podíleli trestanci z nedalekého trestaneckého tábora Svornost. Po roce 2000 byla štola otevřena pro veřejnost.

## Vznik Štoly č. 1

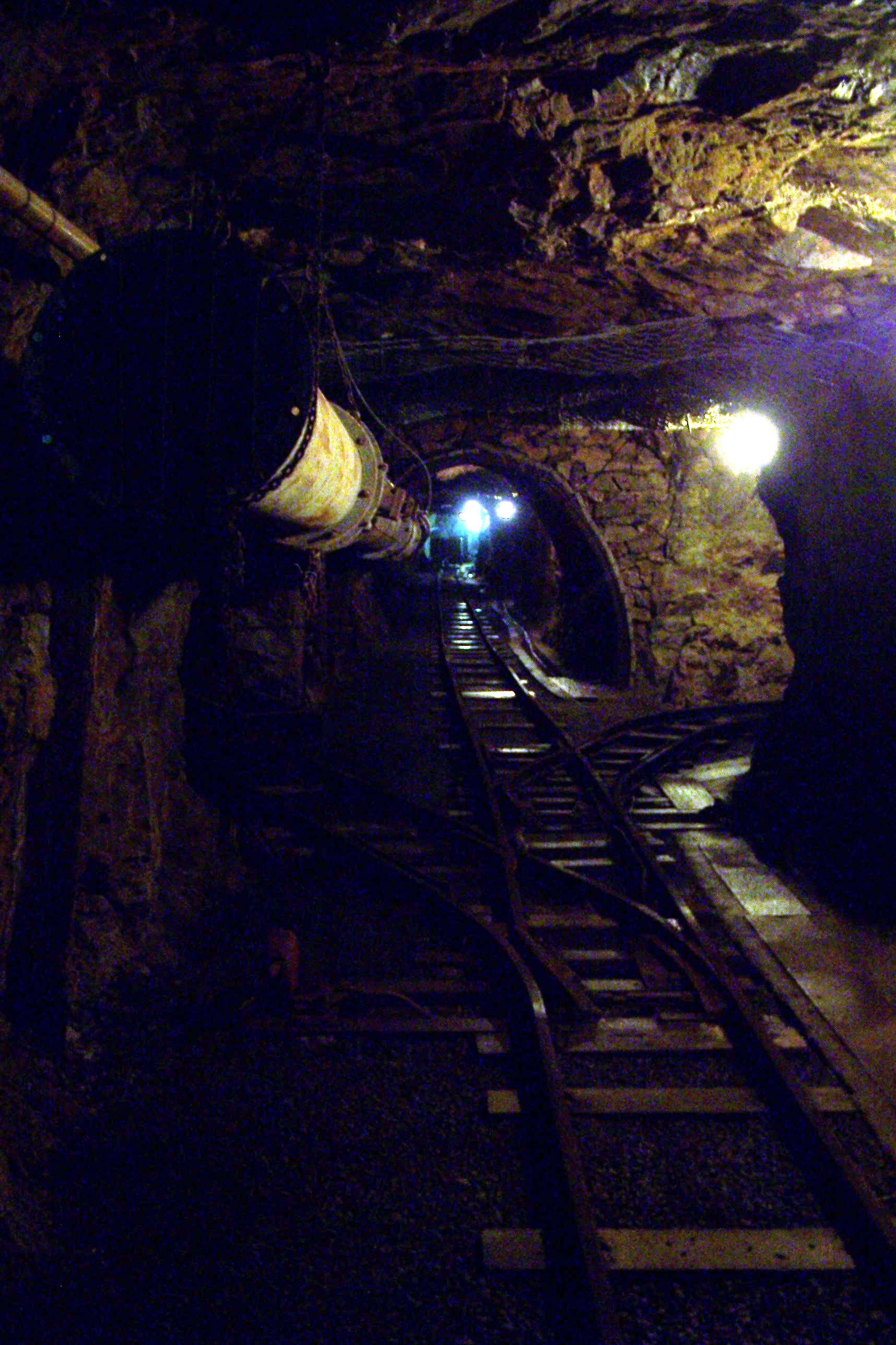
Štola č. 1

Ražba průzkumné Štoly č. 1 v Jáchymově, v těžebním poli Svornosti, byla zahájena 1. července 1952. Štola je dlouhá zhruba 260 metrů a čelby bylo dosaženo 1. září 1952. Ve vzdálenosti 178 metrů od vstupního portálu je rozrážka (slepá odbočka) o délce zhruba padesát metrů. Tato rozrážka zachycuje středověké práce na žíle Evangelist ze které se primárně získávalo stříbro. Touto žílou chodba prochází ve vzdálenosti cca 190 metrů od vstupního portálu. Dne 1. prosince 1953 byly razicí práce ve Štole č. 1 zastaveny a to na dnešní čelbě (čelo štoly, předek) jižní štoly ražené po žíle (takzvaná sledná chodba). Štola je propadem spojena se středověkou štolou Vysoká jedle (nezaměňovat s dolem Vysoká jedle) jejíž vstupní portál je o čtyřicet metrů výše ve stráni.
Součástí štoly jsou i původní mřížové katry, které měly vězňům pracujícím v hlubině zabraňovat v útěku. Na jedenáctém metru je katr svařen z důlních kolejnic a na dvacátém pátém metru je svařen z vodovodních trubek.

## Otevření štoly pro veřejnost
Práce na otevření štoly zahájil v polovině devadesátých let 20. století Hornický spolek Barbora v čele s Libuší Rudolfovou. Spolek plánoval vybudování Hornického skanzenu v Jáchymově. Od města získal nezbytné pozemky a od Diamo SUL Příbram štolu. Byly zahájeny vyčišťovací práce a byl částečně obnoven vstupní portál. Veškeré práce se však děly za absolutního nezájmu radnice v Jáchymově. Tehdejší vedení radnice v čele se starostkou Zdeňkou Fiedlerovou mělo zájem propagovat Jáchymov výhradně jako lázeňské město, takže aktivity spolku Barbora, připomínající uranové vězně, sledovalo se značnou nelibostí. Nakonec byly veškeré práce spolku Barbora zastaveny pro nedostatek financí.
V roce 2005 štolu č. 1 přebral Krajský úřad Karlovarského kraje. Rekonstrukční práce proběhly mezi lety 2006 až 2008 a štola byla pronajata Muzeu Sokolov, které rekonstrukci dokončilo v roce 2008. O objekt štoly i s expozicí se stará dosud. V rámci podzemní návštěvy jsou k vidění ukázky různých druhů dobývacích technik, výztuže a důlních vozíků.
V roce 2015 byla mezi areálem bývalého tábora Svornost a Štolou č. 1 vybudována jednoduchá replika ostrahového pásma, táborové brány a špačkáren. Nečiní si nároky na úplnou historickou věrnost. Například u vstupní brány mohou příchozí vidět nápis „Prací ke svobodě“, podle některých pamětníků zde však žádný nápis nebyl (mohl být na bráně tábora Nikolaj). Návštěvníkům areálu má spíše usnadnit představu, v jakém prostoru se tábor rozkládal. Téhož roku byla v areálu zpřístupněna podzemní kobka, prezentovaná jako táborová korekční cela. Novější výzkumy ovšem potvrzují spíše předpoklad, že se vybetonovaná jáma sloužila primárně jako sklep na uchovávání potravin.